# Szörény
Szörény é um município da Hungria, situado no condado de Baranya. Tem 4,41 km² de área e sua população em 2019 foi estimada em 58 habitantes.